# Domenico Romeo

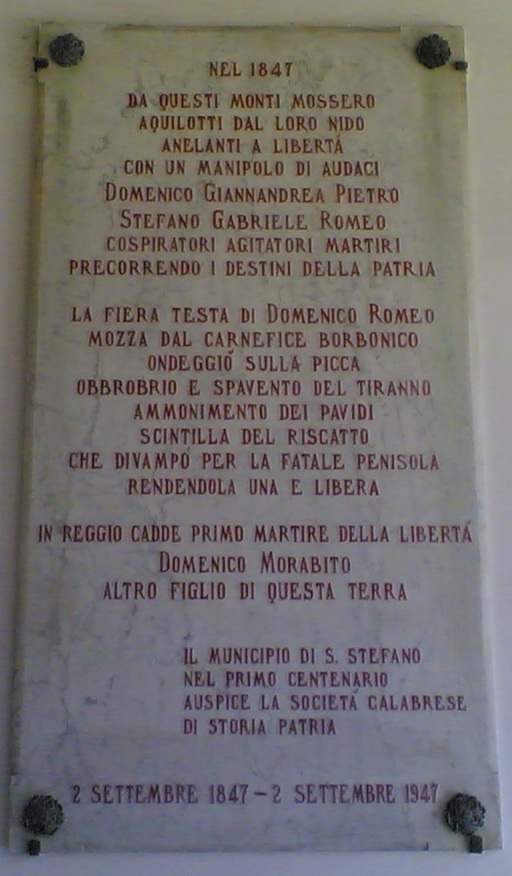
Iscrizione commemorativa

(Lucio Villari, in La Repubblica, 8 dicembre 1992)
Domenico Romeo (Santo Stefano in Aspromonte, 1796 – Reggio Calabria, 1847) è stato un patriota italiano, martire del Risorgimento.

## Biografia
Fratello minore di Giovanni Andrea Romeo, crebbe in mezzo alle dolorose agitazioni che straziavano il suo paese, sviluppando amor patrio e avversione verso ogni forma di tirannide.
Svolse una imponente opera al fine di risvegliare i liberali, sfiduciati e intimoriti dalle persecuzioni, in tutto il meridione d'Italia.
A seguito del fallimento della spedizione dei fratelli Bandiera, decise di preparare una rivolta che partisse proprio dalla Calabria.

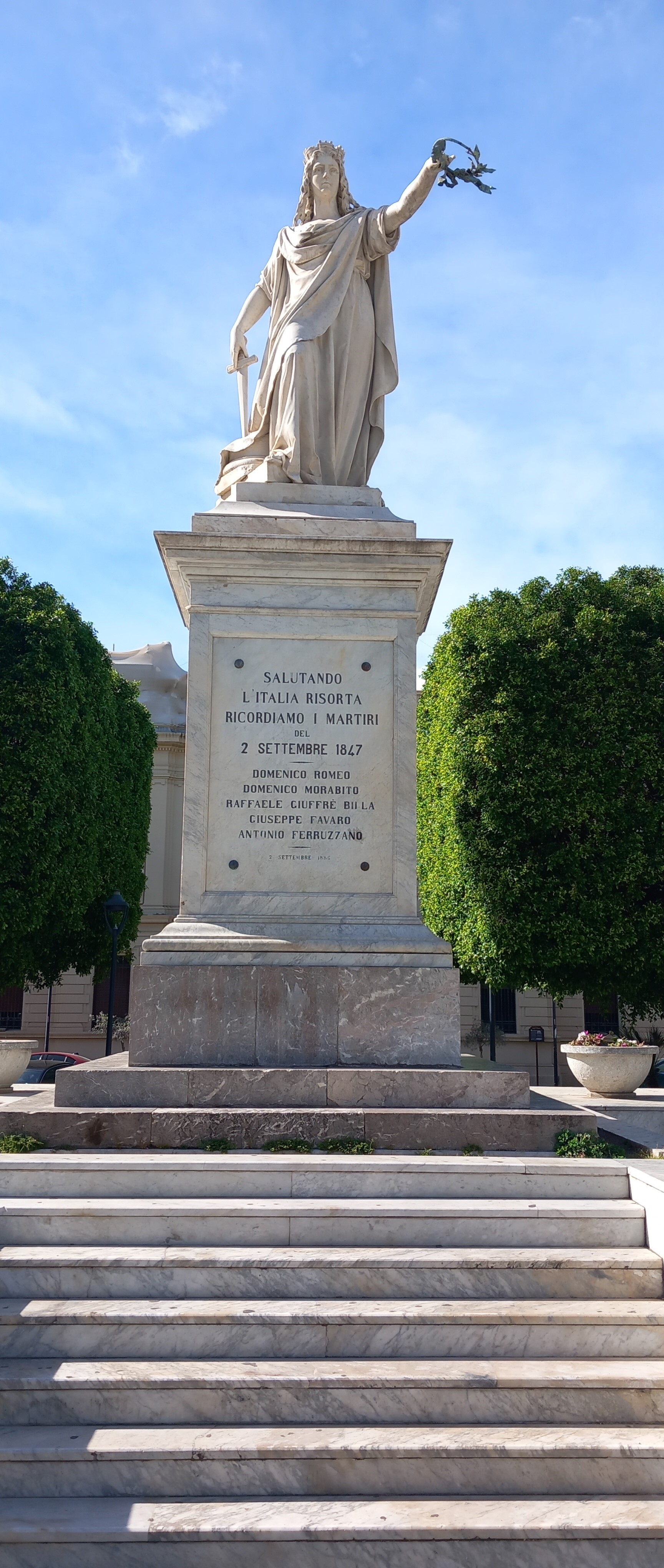
Monumento ai martiri di Reggio Calabria

Organizzò quindi il moto del settembre 1847, di cui è considerato dagli storici come l'ideatore, il promotore e il capo indiscusso. Ordì una trama tra Calabria, Sicilia e Basilicata; la congiura coinvolse i veterani della Carboneria. Il 29 agosto Domenico Romeo lanciò il proclama della rivolta, facendo sventolare il tricolore italiano sulla piazza di Santo Stefano in Aspromonte. Il 2 settembre, assieme al fratello Giannandrea Romeo, al nipote Pietro Aristeo Romeo e al cugino Stefano Romeo, alla testa di cinquecento seguaci, prese Reggio Calabria, istituendovi un governo provvisorio, presieduto dal canonico Paolo Pellicano.
Tuttavia, era mancata l'unità di intenti, e il segreto era stato tradito. A muoversi furono solo i Romeo: a Messina, addirittura, il comitato d'azione locale si scisse in due tronconi, e le teste più calde e i patrioti più facinorosi tentarono, di propria iniziativa, un'azione già il 1º settembre: la rivolta era prontamente schiacciata. Mentre a Catanzaro non scoppiò neppure. Le forze regie poterono quindi agevolmente concentrarsi su Reggio.
La repressione fu durissima: il 15 settembre, a seguito di un conflitto a fuoco, in contrada Cicciarello di Marrappà, nei pressi di Podàrgoni, Domenico Romeo fu assassinato e barbaramente decapitato dalle guardie urbane di Pedavoli (comune filo-borbonico), e la sua testa fu esposta nel cortile delle carceri di San Francesco a Reggio Calabria, per due giorni, quale monito per i tanti rivoltosi ivi detenuti. Secondo Carlo Pisacane un parente di Romeo venne obbligato a portarne la testa insanguinata da mostrare, come monito, agli abitanti di Seminara.
Scriverà il nipote Pietro Aristeo, nel suo opuscolo Cenni biografici sopra Domenico Romeo, che lo zio cadde inneggiando "all'Italia".